# マーサー湖 (南極)
マーサー湖（Mercer Lake、マーサーこ）は南極大陸の氷底湖であり、厚さ1,067 m (3,501 ft)にもなる氷床に覆われている。マーサー湖の水は水理学的に活動しており、ロス海との間で10年のオーダーを周期として水の交換が行われている。研究によれば、マーサー湖は他の氷底湖と同様に内部で接続されており、一つの湖において水が排水されるとそれに接続している湖に水が流入し、水位が上昇することが示唆されている。

## 探検
スクリップス海洋研究所のヘレン・フリッカーは2007年に、氷河と地面が接する部分の線を探すために衛星から放ったレーザーを使った測量システムを使っていたところ、マーサー湖を発見した。マーサー湖という名称はかつては氷流Aとして知られていたマーサー氷流にちなんで命名された。マーサー湖があるのはマーサー氷流の真下に相当する。なお、マーサー氷流はオハイオ州立大学の雪氷学者であるジョン・H・マーサーにちなんで命名された。2018年12月28日、彼女がプロジェクトの執行委員会の会長を務める南極氷底湖科学的アクセスは、高圧の熱湯を噴出することのできるドリルを用いてマーサー湖の真上の氷床を2日間にわたって1,067 m (3,501 ft)掘り進めた結果、マーサー湖の湖面に到達したと発表した。このドリルの水は、細菌と微小粒子を99.9%除去することのできるフィルターを通した上で、紫外線での消毒とパスチャライゼーションを行ったものである。研究チームは基地の氷のサンプルや1.76 m (5.8 ft)の深さにある堆積物コアのサンプルと同様に、採集した水のサンプルについて化学・生物学的な分析を実施した。

## 予備の結果
調査の結果、この湖の水には水生動物が生活するのに十分な量の酸素が含まれており、1 mm3当たり少なくとも1万個の密度で細菌が生息していることが明らかになった。他にも、堆積物からは珪藻（光合成を行う藻類）や糸のような植物、菌類など、古代の生物が多く検出された。堆積物のコアは生態学者によっても分析され、現代の生物多様性と炭素循環に海洋への進出の結果残った遺留生物がどのような影響を与えているのかについて研究が行われる予定となっている。